# Orléanais (langue)
Pour la région, voir Orléanais.
L’orléanais est une langue d'oïl qui faisait partie d'un groupe de dialectes, appelé francien.
Il couvre trois départements correspondant au territoire de l'Orléanais, ancienne province du royaume de France : le Loir-et-Cher, le Loiret et l'Eure-et-Loir ; le beauceron est notamment l'un de ses dialectes.

## Vocabulaire
M. Lecocq, lors de la séance de la Société archéologique d'Eure-et-Loir du 5 décembre 1867, fait la communication écrite suivante :
« Nous estimons à environ 300 mots les termes spéciaux à notre département, et à environ 1 200 ceux qui, provenant des départements circonvoisins, se sont mélangés avec notre diction particulière ».
Il conclut cette communication par une illustration en parler beauceron du canton des Villages Vovéens :
« As soir, c'te bonnette Marie était, avec sa casse, à bâder au pouti avec des gas ; mais at soir é'n'ira pas.
(Hier soir, la petite domestique Marie était, avec son chaudron, à babiller, à la porte, avec des garçons ; mais ce soir, elle n'ira pas.) ».
Après enquête auprès de 417 instituteurs et 228 réponses, M. Lecocq annonce lors de la séance du 3 décembre 1868 avoir recensé, avec Lucien Merlet, environ 2 500 mots se présentant éventuellement sous des formes orthographiques différentes.

#### Ouvrages généraux
- Chapisseau (Félix) - le folklore de la Beauce et du Perche, Les littératures populaires de toutes les nations, tome 45 et 46, Paris, 1902[2].

#### Ouvrages traitant du Loir-et-Cher
- Martelière (Paul) - Glossaire du Vendômois. - Orléans/Vendôme, 1893[2]
- Dubuisson (Pierrette) - Atlas linguistique du Centre[2]
- Thibault (Adrien) - Glossaire du pays blaisois - Blois/Orléans, 1892[2]
- Eudel (Paul) - Vocabulaire blésois - Blois, 1905[2]

#### Ouvrages traitant du Loiret
- Mantellier (Philippe) - Histoire de la communauté des marchands fréquentant la rivière de Loire et fleuves descendant en icelle - Orléans, 1864-1869, 3 volumes[2]
  - Mantellier (Philippe) - Glossaire des documents de l'histoire de la communauté des marchands fréquentant la rivière de Loire - Orléans, 1869
- Boucher (Auguste) - Deux Mazarinades en patois oléanais ; dialogue de deux Guépeins et dialogue quépinois, Édition nouvelle précédée d'une préface et suivie d'un glossaire - Orléans, 1875[2]
- La Nouvelle Maison Rustique - 4e édition, Paris, 1732, 2 volumes[2]
- Baguenault de Puchesse (Gustave) - De quelques mots d'ancien langage français conservé dans l'Orléanais - MémOrl 25 (1894)[2]
- Roux (Albert) - Glossaire du patois gâtinais - RPH 9 (1895) 294-304 ; 10 (1896), 17-33[2]
- Dubuisson (Pierrette) - Atlas linguistique du Centre[2]
- Loiseau (Georges) - Glossaire du pays giennois - Gien, 1956 + Additif en 1959[2]

#### Ouvrages traitant de l'Eure-et-Loir (Beauce,Drouais,Dunois,Pays chartrain,Perche)
- Desgranges - Mots du langage de la campagne du canton de Bonneval, département d'Eure-et-Loir - MAnt 2 (1820), pages 420 à 436[2]

- Charles Maillier, « Glossaire du patois du pays drouais (Ile-de-France) », dans Société archéologique d'Eure-et-Loir, Mémoires, tome XXII, 1961-1964, Chartres, Petrot-Garnier, R. Selleret, 282 p. (ISSN 0223-6915, lire en ligne), p. 81-138[2] ;

- Henri Chapron, « Notes sur le patois de Saint-Rémy-sur-Avre », dans Société archéologique d'Eure-et-Loir, Mémoires, tome XXII, 1961-1964, Chartres, Petrot-Garnier, R. Selleret, 282 p. (ISSN 0223-6915, lire en ligne), p. 139-144[2].